# サンゴモ亜科
サンゴモ亜科 (Corallinoideae) は、サンゴモ目の亜科の一つ。すべての種に膝状関節がある。